# Need for Speed: Undercover
Need for Speed: Undercover (с англ. — «Жажда скорости: Под прикрытием») — компьютерная игра серии Need for Speed в жанре аркадных автогонок, изданная компанией Electronic Arts для игровых консолей, персональных компьютеров и мобильных устройств в ноябре 2008 года. В России Need for Speed: Undercover была издана компанией «1С-СофтКлаб» полностью на русском языке. Является двенадцатой частью в серии.
Сюжет Need for Speed Undercover раскрывается с помощью видеороликов. По сюжету игры федеральный агент Чейз Линн (Мэгги Кью) нанимает героя для работы под прикрытием с целью разоблачения международного преступного синдиката. Игроку предоставлена свобода перемещения по трём городам, с общей протяжённостью дорог около 160 км. Из нововведений в Need for Speed: Undercover можно выделить увеличение навыков вождения (подобно ролевым играм), новый режим «Битва на шоссе» и криминальные задания. Как и в предыдущих частях серии, в Undercover представлены уличные гонки, полицейские погони и тюнинг автомобилей.
Игра, в отличие от предшественников, имеет больший срок разработки — 16 месяцев, так как с лета 2007 года разработчики серии Need for Speed были поделены на две команды, которые будут выпускать игры поочерёдно. В результате новые игры серии должны иметь 24 месячный цикл производства вместо 12, с сохранением ежегодного выпуска. 
Геймплей работает так же, как и в предыдущих частях, таких как Need for Speed: Most Wanted и Need for Speed: Carbon, теперь включает больший выбор лицензированных автомобилей из реального мира и систему в стиле RPG в основном сюжетном режиме игры. После выпуска игра получила неоднозначные отзывы, многие из которых критиковали настройку сложности игры и повторяющиеся элементы, а некоторые выпуски получили более низкие оценки из-за серьезных технических проблем. Позже на смену ему пришли Need for Speed: Shift в 2009 году и Need for Speed: World в 2010 году. Undercover — самая рекламируемая в серии Need for Speed.
31 мая 2021 года EA объявила, что игра больше не будет доступна для покупки в интернет-магазинах.

## Игровой процесс

Гонка типа «Битва на шоссе» на Nissan 240SX (S13). Need for Speed: Undercover унаследует тематику уличных гонок из предыдущих частей серии

В игре игроки принимают участие в незаконных уличных гонках, ориентированных на разные стили гонок, с использованием множества лицензированных реальных автомобилей (доступных на момент разработки и выпуска игры), которые можно модернизировать и настраивать с помощью новых деталей. борясь с участием полиции в их попытках помешать игроку. Гоночные события, представленные в игре, включают стандартные для серии кольцевые гонки, гонки «точка-точка» и гонки на контрольно-пропускных пунктах, а также возвращение событий полицейской погони, представленных в «Most Wanted» и «Carbon». Кроме того, Undercover включает в себя новые события, такие как «Outrun» — игроки должны обогнать соперника и опережать его в течение определенного периода времени — и «Highway Battle» — аналогично событию «Duel» в Carbon и «Outrun» в Underground 2. попытаться опередить соперника на шоссе, сражаясь как с ними, так и с местным движением, мгновенно выигрывая, если они уходят далеко вперед, и проигрывая в прямо противоположном — с его режимами игры, состоящими из карьеры, одиночного события и многопользовательской игры; в версиях для PlayStation 2 и Wii также есть четвертый режим, Challenge Series, который работает так же, как в Most Wanted и Carbon.
В режиме карьеры игроки берут на себя роль полицейского под прикрытием, стремящегося разрушить синдикат, действующий в мире подпольных уличных гонок. Как и в Most Wanted, игроки достигают этого, выполняя как гоночные события, так и события преследования — большинство событий в этом режиме включают возможность «доминировать» над ними, выполняя их быстрее, чем установленный рекорд времени для доминирования. В Undercover продвижение по сюжету включает в себя выполнение событий, которые не только приносят деньги, но и опыт (или репутация руля) и специальный бонус за производительность — эти бонусы либо улучшают навыки вождения игрока на всех автомобилях, либо предоставляют другие бонусы игроку в прохождении (т.е. увеличение заработка на гонках). Зарабатывая достаточное количество опыта, вы повышаете уровень Водителя, открывая больший бонус к производительности, новые автомобили и детали для улучшения, а также дополнительные события, включая «Работы» — специальные сюжетные миссии, в которых игрок должен выполнить определенную задачу, например, уничтожить машину преступника. Полицейские погони в этом режиме работают так же, как и в предыдущих выпусках, хотя уровень игрока напрямую влияет на то, насколько агрессивна полиция, преследующая игрока; чем выше уровень, тем больше тактик и типов техники используется в погоне.
Игроки могут свободно выбирать любое событие на карте игры или с помощью горячей клавиши переходить к выделенному событию после завершения текущего, а также могут воспроизводить предыдущие события, но только за меньшую сумму денег. В игре представлен широкий выбор лицензированных автомобилей реального мира, которые разделены на три уровня производительности и четыре класса: экзотические, тюнеры, мускулы и спорт. Игроки начинают режим карьеры с ограниченным набором автомобилей для использования и покупки, но открывают больше по мере повышения уровня и могут зарабатывать дополнительные автомобили, побеждая преступников в сюжете. Автомобили, улучшения и настройки теперь можно выполнять, посещая убежище игрока, а не отдельные магазины, при этом также осуществляется точная настройка характеристик автомобиля. В версиях игры для Nintendo DS, PlayStation 2, PlayStation Portable и Wii игроки также могут использовать полицейские машины, но только после их разблокировки в основном режиме. Автомобили получают только косметические повреждения во время игры, за исключением событий «Битвы на шоссе» и «Работа», где в этих событиях можно «подсчитать» автомобиль, последний в соответствии с конкретными параметрами, назначенными для работы, которую выполняет игрок.
Многопользовательский режим зависит от платформы, на которой была запущена игра — многопользовательская онлайн-игра возможна в версиях Windows, PlayStation 3, Xbox 360 и DS; в версиях для PlayStation 2 и Wii есть многопользовательский режим с разделенным экраном; в то время как платформы мобильных телефонов не включают игровой режим. Для сетевой многопользовательской игры события состоят из многопользовательских версий спринтерских гонок и шоссейных боев, а также командного события под названием «Полицейские и грабители» — две команды игроков соревнуются друг с другом, чтобы набрать очки в двух раундах; в первом раунде «Грабители» собирают флаги и доставляют их в указанные места, чтобы набрать очки, в то время как «Полицейские» пытаются арестовать их, чтобы заработать очки, после чего во втором раунде команды меняются ролями, причем команда с наивысший результат в матче. В то время как на PlayStation 2 и Wii есть Cops and Robbers в многопользовательском режиме, хотя и с меньшим количеством игроков, они также имеют два эксклюзивных события — «Lap Knockout», в котором игроки соревнуются по трассе, с последним игроком в конце. круг выбивается, и победителем становится оставшийся игрок в конце; и «Timed Circuit», в котором игроки соревнуются по трассе в течение заданной длины кругов и времени, при этом игрок, занявший первое место в конце, выигрывает событие.

## Сюжет
Игра начинается со сцены погони, в ходе которой преступнику удаётся скрыться от полиции. Далее действие переносится в полицейский участок Палм Харбор, где на данный момент находится главный герой — полицейский под прикрытием вербуемый агентом ФБР Чейз Линн в качестве информатора, чтобы найти и разоблачить автоугонщиков. В начале игроку даётся автомобиль Nissan 240SX. Цель главного героя — добиться уважения среди уличных гонщиков и через них найти связи с международной бандой по угону автомобилей. О том, что он работает на ФБР не знает никто — ни коллеги, полицейские, ни гонщики.
Зарабатывая уважение на улицах Палм Харбор главный герой работает на организатора гонок Гектора Мэйо. Кроме того, у него есть брат — Зак Мэйо, подруга которого — Кармен Мендес — влюбляется в главного героя. В этот момент Чейз ставит перед главным героем задание: вбиться в доверие к Гектору и узнать его связи с миром автоугонщиков. После пары гонок брат Гектора раскалывается о «семейном бизнесе». Через несколько угонов Гектор заявляет, что он никак не связан с международным рынком ворованных автомобилей, в связи с чем Чейз Линн приказывает «избавиться» от Гектора, за компанию взяв и его брата, а затем и свидетелей.
Далее действие переходит в следующий район Сансет Хиллс, где целью является то же самое — дойти до организаторов гонок. После участия в нескольких гонках, игроку звонит таинственная незнакомка и просит доставить особый груз в назначенные сроки. После становится ясно, что это была Роуз Ларго, подруга Никеля Роджерса, угонщика машин для Джи-Мака (полное имя Грегори Макдональд). Позже игроком заинтересуется сам Джи-Мак. Также выполняя работу по угонам для него, Джи-Мак захочет, чтобы игрок угнал полицейский Nissan GT-R R35 и доказал, что он не коп. Затем Джи-Мак получает контракт, где множество разных машин, некоторые из которых игроку придётся угонять у конкурирующей банды угонщиков. Роуз позовёт главного героя на прогулку, во время гонки у него откажут тормоза. Главный герой чудом выживает. Оказалось, что это была попытка Никеля избавиться от героя. Со временем Джи-Маку не понравится, что его соперник ведёт дело в трёх городах, и он попросит героя угнать машину у конкурента и навести на её след копов. После этого игроку позвонит конкурент Чау Ву, и попросит вернуть машину, так как в ней находится важный груз. Чейз Линн прикажет избавиться от Никеля, Роуз и Джи-Мака. После избавления от угонщиков, игроку позвонит Чау Ву и скажет, что у него в заложниках Чейз Линн и в обмен на её освобождение ему необходима его машина. Затем позвонит Кармен и сообщит о том, что у неё в гараже какая-то машина. Игрок отвезёт эту машину к Ву и окажется, что Чейз тоже было нужно содержимое его машины. Она убивает Чау и его людей, оставив игрока наедине с полицией, тем самым подставив героя. После погони от полиции, главному герою позвонит лейтенант Келлер, и сообщит, что он в курсе дела. Но чтобы сказать своим сотрудникам о том, что герой не виновен, ему потребуется время. За это время игрок должен догнать Чейз Линн.
Когда Чейз Линн заберут федералы, Келлер заберёт из машины чемодан, в котором находилось устройство с картами доков трёх городов и близлежащих окрестностей. После этого лейтенант Келлер поблагодарит за работу и уедет.
Главный герой завершает работу, и его девушкой становится Кармен Мендес.

## Разработка и выход игры
Генеральный директор Electronic Arts Джон Риччителло заявил, что предыдущий выпуск серии (ProStreet) был всего лишь «хорошей игрой» и что Undercover «будет намного лучшей игрой». Он заявил, что у Undercover будет значительно более длительный цикл разработки, чем у его предшественников, потому что команда разработчиков Need for Speed была разделена на две команды, каждая из которых будет работать по «двухлетнему» циклу разработки с будущими играми, чередуя выпуски между ними. Риччителло заявил, что в прошлом он «пытал» команду разработчиков напряженным циклом разработки. «Когда это изменение было реализовано в середине лета 2007 года, одна команда начала работать над Undercover (что дало ему всего 16,5 месяцев цикла разработки), а другая команда (завершившая ProStreet) приступила к работе над следующей игрой». Риччителло также заявил, что Undercover черпал вдохновение из боевиков, таких как «Перевозчик», с большим встроенным повествованием.
Фрэнк Гибо, президент лейбла EA Games, заявил во время разработки, что из-за того, что продажи ProStreet не оправдали надежд EA на игру, франшиза Need for Speed вернется к своим корням (хотя Undercover был уже разрабатывается до ProStreet). «Джон Дойл (разработчик EA Black Box) сказал, что Undercover будет иметь совершенно новую игровую механику и стиль игры в песочнице «Most Wanted». В игре также была полностью новая система повреждений. Энди Блэкмор (старший концепт-дизайнер автомобилей в EA) объяснил, как один из автомобилей Porsche, который был «концептуализирован» в игре, затем был воплощен в жизнь для игры от краткого описания до одобрения Porsche.
За несколько дней до выхода Undercover EA раскрыла несколько подробностей сюжета. Было загружено видео, на котором видно, как игрок уклоняется от захвата полицейским управлением Три-Сити (TCPD).

## Музыка

Обложка музыкального альбома Need for Speed: Undercover Original Videogame Score

Всего в игре 55 треков, 35 из которых можно услышать во время гонок. 19 композиций, за авторством Пола Хаслингера звучат во время погони и в меню игры. И ещё один трек звучит во время миссии «Перевозчик». Оригинальная музыка из игры вошла в альбом Need for Speed: Undercover Original Videogame Score, выпущенный 25 ноября 2008 года в цифровом формате под лейблом E.A.R.S.
1. Airbourne — Girls in Black
2. Amon Tobin — Mighty Micro People
3. APM — Spook Zoid
4. Asian Dub Foundation — Burning Fence
5. Bonobo — Scuba (Amon Tobin Mix)
6. Circlesquare — Fight Sounds Part 1
7. Floor Thirteen — Blame it On Me
8. From First to Last — I Once Was Lost But Now Am Profound
9. Hybrid — The Formula Of Fear (Matrix DUB)
10. Innerpartysystem — This Empty Love (Instrumental)
11. Justice — Genesis
12. Kinky — Mexican Radio
13. Ladytron — Ghosts
14. Mindless Self Indulgence — Never Wanted to Dance (Electro Hurtz Mix)
15. Nine Inch Nails — The Mark Has Been Made
16. Nine Inch Nails — The Warning (Stefan Goodchild Feat. Doudou N’Diaye)
17. Ojos De Brujo — Piedras vs Tanque
18. Pendulum — 9,000 Miles
19. Pendulum — Granite
20. Pendulum — The Tempest
21. Puscifer — Indigo Children (JLE Dub Mix)
22. Puscifer — Momma Sed (Tandimonium Mix)
23. Qba Libre & M1 — God Damn
24. Recoil — Shunt
25. Recoil — Vertigen
26. Recoil — Want
27. Splitting Adam — On My Own
28. Supergrass — Bad Blood
29. The Fashion — Like Knives
30. The Pinker Tones — Electrotumbao
31. The Prodigy — First Warning
32. The Qemists — Stompbox
33. The Whip — Fire
34. Tricky — Coalition
35. Tyga — Diamond Life

## Оценки и мнения
| Сводный рейтинг       | Сводный рейтинг |
| Агрегатор             | Оценка |
| --------------------- | --- |
| GameRankings          | 87 % (iOS) 79,50 % (моб.) 64,58 % (X360) 62,66 % (PS3) 61,70 % (ПК) 58,20 % (DS) 58 % (PS2) 53,92 % (Wii) 50,50 % (PSP) |
| Metacritic            | 64/100 (X360) |
| Иноязычные издания    | |
| Издание               | Оценка |
| Eurogamer             | 5/10 |
| GameSpot              | PC, Xbox 360: 7/10 PS3: 6,5/10                                                                                          |
| GameTrailers          | 6,7/10 |
| IGN                   | 4/10 |
| Русскоязычные издания | |
| Издание               | Оценка |
| Absolute Games        | 55 % |
| «Игромания»           | 6/10 |
| «Страна игр»          | 7,5/10 |

Восприятие Undercover было смешанным, а иногда и отрицательным. Были жалобы на низкую сложность игры, повторяемость и плохое обслуживание текстур. Обзор IGN зашел так далеко, что рекомендовал конкурентов игры, таких как Midnight Club: Los Angeles от Rockstar Games и собственный Burnout Paradise от EA.
Обзор IGN критически оценил версию Undercover для PS3, поставив ей 4/10, назвав ее «плохой игрой с кучей проблем» и «практически без положительных качеств». IGN также прокомментировал, как причина наличия среды открытого мира была потеряна, потому что игрок мог начать событие только с карты. Однако версии для Xbox 360 и ПК получили более высокий балл по сравнению с версией для PS3 в обзоре IGN из-за меньшего количества серьезных проблем.
В обзоре 1UP.com игра была названа лишь «довольно успешной», но высоко оценен выбор автомобилей в игре и более тщательное управление транспортными средствами. Однако система «уровня», которая открывает автомобили и улучшения, подвергалась критике за то, что она напоминала «шлифовку». В целом редкое движение, широко открытые дороги и плохой ИИ привели к жалобам на чрезвычайно низкую сложность, однако один обозреватель прокомментировал, что это могло быть маркетинговым ходом, нацеленным на более широкую аудиторию.
Восприятие роликов с живыми выступлениями было почти повсеместно негативным, и многие критики отмечали, что видео были плохо сыграны и не имели цели. Некоторые сравнивали ролики с фильмами Майкла Бэя или Роланда Эммериха. Отсутствие связи между историей о полицейском под прикрытием, борющимся с преступностью, и гоночной игрой подверглось особой критике со стороны IGN, который сказал: «Вы выполняете миссии, в которых вы угоняете машины, делаете «специальные »доставки и тому подобное время от времени, но на самом деле вы никогда не увидите никаких эпизодов, показывающих, как полицейские собирают улики, или что-то в этом роде. Чейз Лин расскажет вам, что нужно сделать, чтобы попасть внутрь гоночной группы, чтобы замарать их , а затем после гонки она скажет: «Нам достаточно, давайте переезжать». Но вы спрашиваете: как это вообще помогло?». Наконец, частота кадров в игре не получила особой похвалы, и GameSpot особенно раскритиковал версию для PS3 за эту проблему, что привело к более низкому баллу на платформе. по сравнению с версиями для Xbox 360 и ПК.
В США было продано 1,4 миллиона копий Need for Speed: Undercover, а на данный момент игра разошлась в 5.2 миллионов копий по всему миру.

Провал?
К сожалению, да. После прошлогодней ProStreet, в чём-то спорной, но очень необычной и свежей, нам предлагают максимально вторичную игру. Которая к тому же напрочь лишена главного для любой гонки элемента — соревновательного. Весь сюжет здесь «пробегается» буквально за пару-тройку вечеров, причем никто не заставит вас напрягаться.

Искренне надеемся, что выросший до двух лет срок разработки пойдет следующей части Need for Speed на пользу — легендарная и уважаемая серия заслуживает более достойного продолжения, чем Undercover.— Андрей Александров, «Игромания»

## Ошибки
Последняя на данный момент версия игры (1.0.1.18) для ПК содержит в себе критические ошибки, которые на 2020 год так и не были исправлены разработчиками. В частности, патч, несмотря на добавление новых возможностей (таких как «испытания», а также обновленный ИИ противников) «ломает» графику игры. Если в оригинальной версии есть, например, отображение теней автомобилей и солнца, то в пропатченной версии на ПК графика, тени и шейдеры работают некорректно: тени от машин исчезают, графика неудовлетворительная, а скорость работы игры падает даже на современных, мощных компьютерах. Как показал анализ, ошибка кроется в исполняемом файле игры версии 1.1.2.1 от 29.04.2009 и не решается пользовательскими модификациями.
На данный момент графика в Origin-версии игры работает некорректно, в то время как графика в Steam-версии игры (в Steam более ранняя, не обновлённая версия, исполняемый файл версии 1.0.0.1) работает, как задумали разработчики.
При этом, данной ошибки в версиях для PS3 и XBOX 360 не наблюдается, и версия с «испытаниями» там работает с корректной графикой.